# Координационная химия
Координационная химия — раздел химии, в котором изучаются химические соединения, состоящие из центрального атома (или иона) и связанных с ним молекул или ионов — лигандов (координационные или комплексные соединения).
В качестве центрального атома обычно выступает переходной металл (чаще всего четвёртого периода), а в качестве лигандов — H2O, NH3, CO, CO2, CN-, анионы галогенов и др. молекулы, радикалы и кислотные остатки.

## Свойства
Комплекс может быть нейтральным, иметь положительный заряд (катионный комплекс) или отрицательный (анионный комплекс). Центральный атом обычно является акцептором, а лиганды — доноры электронов. При образовании комплекса между центральным атомом и лигандами возникает координационная (донорно-акцепторная) связь, в которых один или несколько атомов образуют большее число связей (координационное число), чем допускает высшая формальная валентность этих атомов. Различают двухцентровые и многоцентровые координационные связи.
Лиганды и центральный атом образуют координационную (внутреннюю) сферу комплексного соединения. Часто (но не всегда) координационное соединение содержит не электронейтральную координационную сферу (как, например, [Pt(NH3)2Cl2] (диамминдихлороплатина; цисплатин), а заряженную, заряд которой скомпенсирован внешним ионом (как, например [Co(NH3)6]Cl2 (хлорид гексаамминкобальта(II); катионный комплекс), Fe3[Fe(CN)6]2 (гексацианоферрат(III) железа(II); анионный комплекс).